# ブリュッセル・エアポート・ザベンテム駅

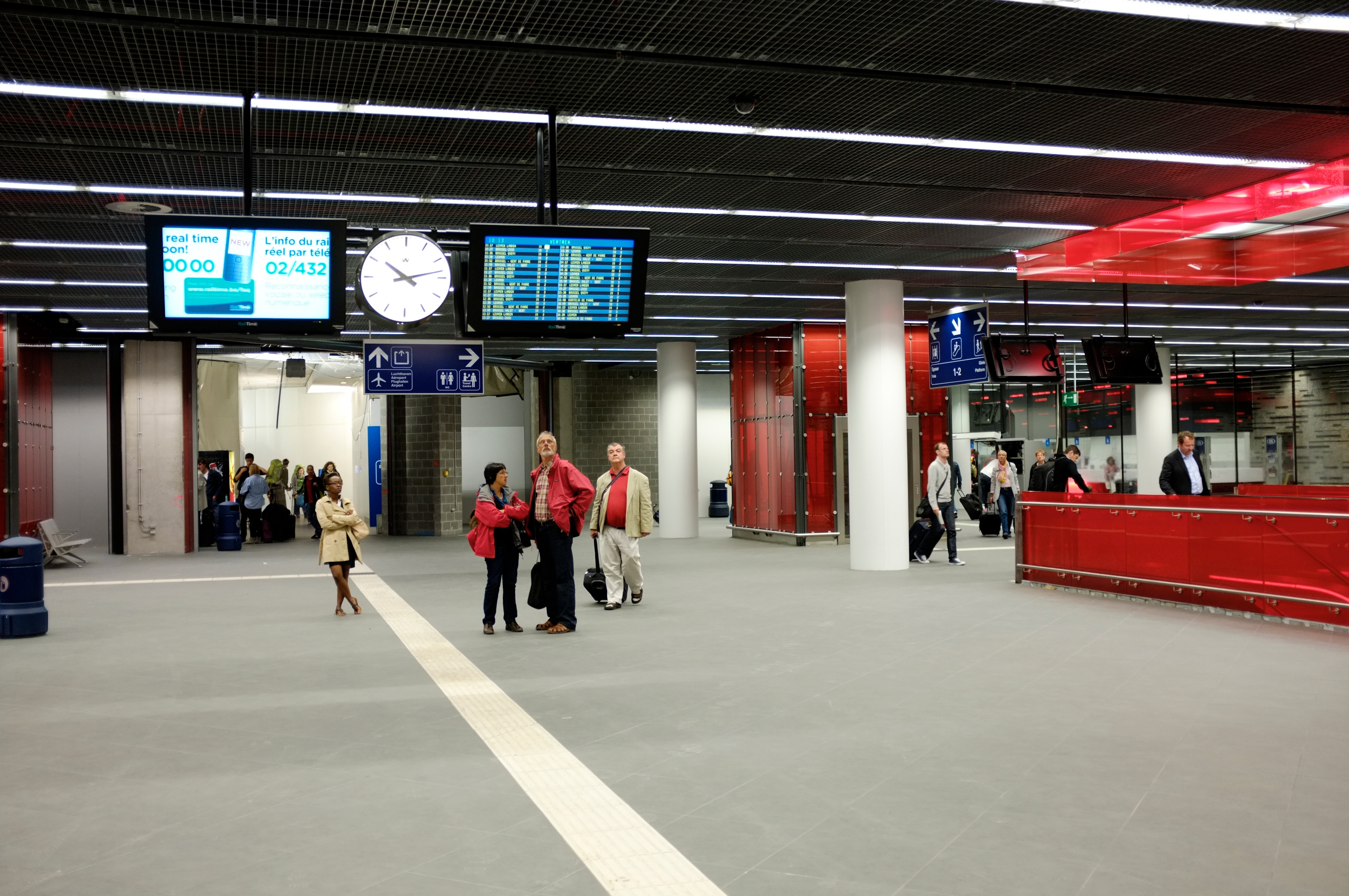
コンコース

ブリュッセル・エアポート・ザベンテム駅（英語: Station Brussels Airport-Zaventem、フランス語: Gare de Brussels-Airport-Zaventem、オランダ語: Station Brussels Airport-Zaventem）はベルギーフラームス＝ブラバント州ザベンテムのブリュッセル国際空港地下にあるベルギー国鉄36号C支線の駅。国内外80以上の駅に直通列車によるアクセスが可能。

## 沿革
1943年時点で既に同地のメルスブローク空軍基地に接続する路線と駅がナチスドイツによって開設されていた。戦後1958年のブリュッセル万国博覧会に合わせてターミナルビル移転とともに『ブリュッセル・ナショナル空港駅（英語: Brussels National Airport Railway Station、フランス語: Gare de Bruxelles-National-Aéroport、オランダ語: Station Brussel-Nationaal-Luchthaven）』として開業。1994年に空港新ターミナルビル移転開業とベルギー国鉄25号線の空港支線建設事業（ディアボロ・プロジェクト）を機に1998年に現在地に移転した。
2012年には旅客増加に応じた駅の拡張が行われている。2014年12月よりベネルクストレインがロッテルダム、スキポール空港、アムステルダムへの直通を開始
。
鉄道・道路併用のシューマン-ジョザファトンネルが2016年4月4日に開通し、欧州連合本部、シューマン駅、リュクサンブール駅を直通する新たなルートが完成した。これにより空港駅からEU本部へは僅か15分でアクセスできることになった
。
トンネルは本来2015年12月12日に開業予定だったが、ISILによる対テロ警戒レベル引き上げに伴いブリュッセルの地下鉄閉鎖（en:Brussels lockdown）が翌年4月まで続けられたことで延期された。また、その期間中の3月22日にブリュッセル連続テロ事件が発生したことで、駅施設には被害が無かったものの閉鎖され、付近のザベンテム駅との間でシャトルバスが運行された。1ヶ月後の再開時は「ブリュッセル・エアポート-ザベンテム」へ改名したうえで旧駅出入口からの利用となっていたが、6月8日に通常営業を再開した。

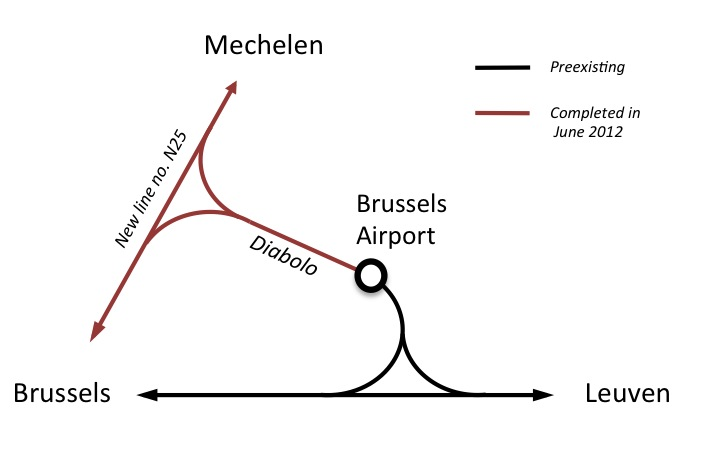
Diabolo project
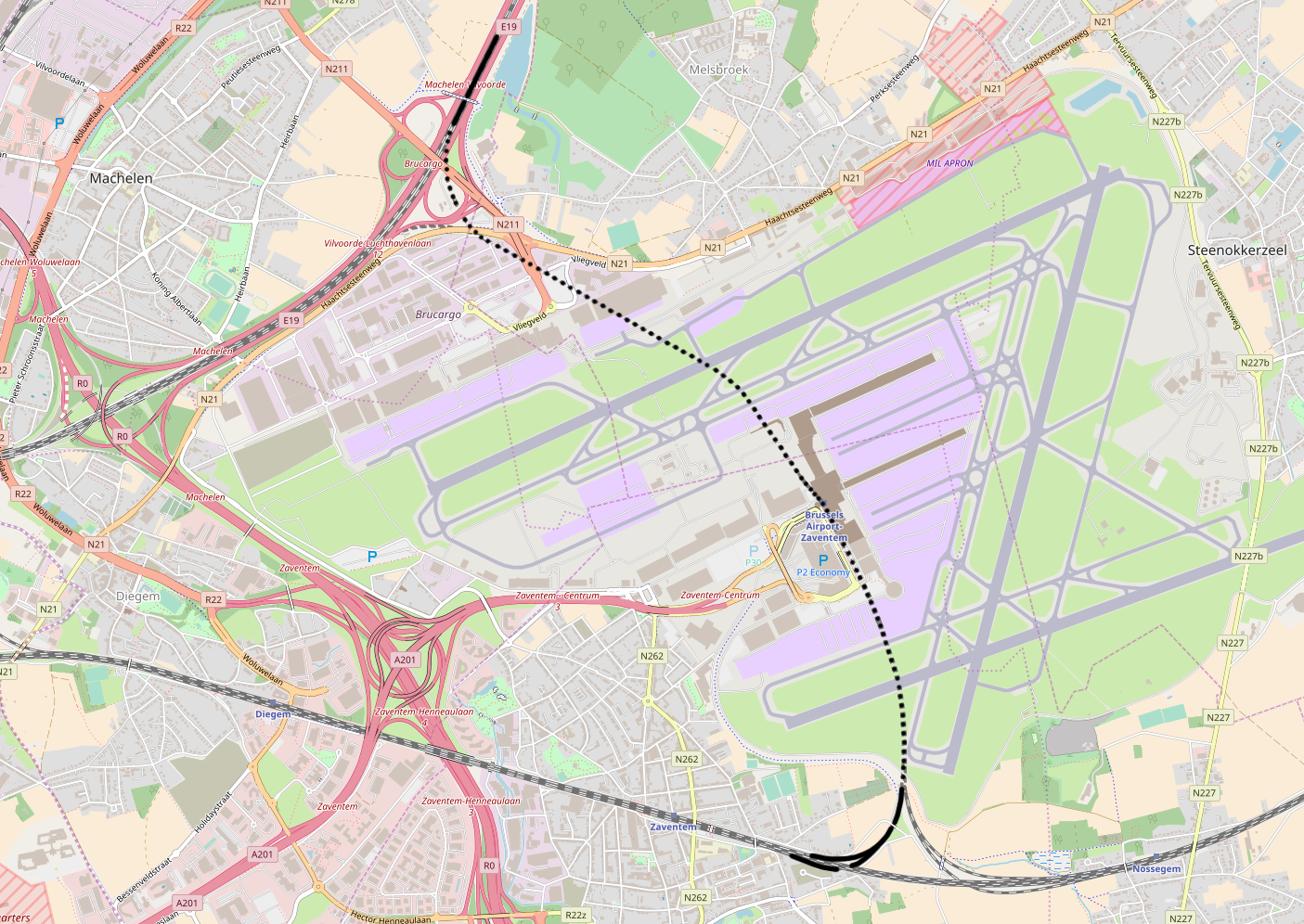
36C線
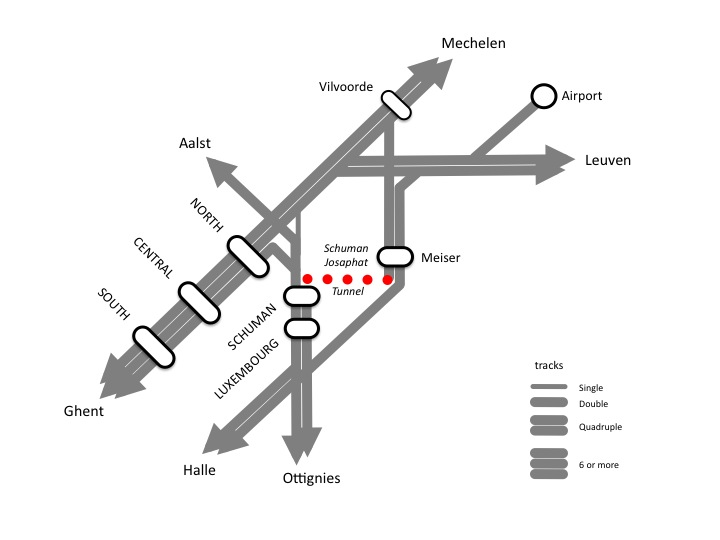
シューマン-ジョザファトンネル

## 駅構造
地下2階に3面5線のホーム、地下1階に改札口とコンコースがある。

## 列車
タリス
- 空港駅 - ブリュッセル南駅 - パリ北駅（夏季）運休中[10]

ベネルクストレイン
- IC35：アムステルダム（中央駅） - スキポール空港駅 - デン・ハーグHS駅 - ロッテルダム中央駅 - ローゼンダール - アントワープ中央駅 - 空港駅 - ブリュッセル（北駅・中央駅・南駅）

インターシティ
- IC06：トゥルネー - アト - ブリュッセル - 空港駅
- IC06A：モンス駅 - ブリュッセル - 空港駅
- IC08：アントワープ中央駅 - メヘレン - 空港駅 - ルーヴェン - ハッセルト
- IC17：空港駅 - ブリュッセル＝リュクサンブール駅 - ナミュール駅 - ディナン
- IC23：オーステンデ駅 - ブルッヘ駅 - コルトレイク駅 - ゾッテゲム - ブリュッセル - 空港駅 - ブリュッセル - ヘント＝シント＝ピーテルス駅（ - ブルッヘ）
- IC23A（平日）：ブルッヘ - ヘント - ブリュッセル - 空港駅
- IC23A（週末）：ヘント - ブリュッセル - 空港駅
- IC27：空港駅 - ブリュッセル＝リュクサンブール駅 - ニヴェル - シャルルロワ南駅
- IC29：デ・パンネ - ヘント - アールスト - ブリュッセル - 空港駅 - ルーヴェン（ - ランデン）